# Nyctemera nesites
Nyctemera nesites är en fjärilsart som beskrevs av Adalbert Seitz 1914. Nyctemera nesites ingår i släktet Nyctemera och familjen björnspinnare. Inga underarter finns listade i Catalogue of Life.